# Pandionide
Pandionide (in greco antico: Πανδιονίς?, Pandionís) era la terza delle dieci tribù di Atene istituite dalla riforma di Clistene, avente come eroe eponimo il leggendario re di Atene Pandione.

## Demi
La tribù Pandionide comprendeva, come le altre, una trittia della Mesogea, una della Paralia e una dell'asty, alle quali inizialmente appartenevano 5, 5 e 1 demi, aventi rispettivamente 19, 19 (o 20) e 12 (11) buleuti, per un totale di 11 demi e 50 buleuti.
I demi calarono a 8 nel 307 a.C. e a 7 nel 224 a.C., risalirono a 10 per qualche mese nel 201 a.C., scendendo subito dopo a 9, e infine divennero 8 nel 126. Questo è l'elenco:

### Trittia della Mesogea
- Contile (dal 224 a.C. Tolemaide)
- Citero (dal 307 a.C. Antigonide, dal 201 a.C. di nuovo Pandionide)
- Oa (dal 126 Adrianide)
- Peania superiore (dal 307 a.C. Antigonide, dal 201 a.C. di nuovo Pandionide)
- Peania inferiore

### Trittia della Paralia
- Angele
- Mirrinunte
- Prasie
- Probalinto (dal 201 a.C. Attalide)
- Stiria

### Trittia dell'asty
- Cidateneo (dal 307 a.C. Antigonide, dal 201 a.C. di nuovo Pandionide)